# SNCF BB 25500
Die SNCF BB 25500 ist eine französische Elektrolokomotivbaureihe für den Einsatz auf dem Gleichstromnetz und dem Wechselstromnetz der SNCF. Die Lokomotiven wurden von Alstom vom 19. Mai 1964 bis zum 14. Januar 1976 gebaut.

## Geschichte
Diese Lokomotiven sind Teil der großen Lokfamilie BB Alsthom. Es wurden insgesamt 194 Lokomotiven des Typs BB 25500 geliefert. Die Inbetriebnahme der BB 25500 ermöglichte den durchgehenden Einsatz derselben Lokomotive in ganz Frankreich, da sie mit den beiden französischen Bahnstromsystemen, 1,5 kV Gleichstrom und 25 kV 50 Hz Wechselstrom, betrieben werden kann. Ab dem 1. Januar 1999 wurden die BB 25500 auf die drei Geschäftsfelder der SNCF aufgeteilt: Fret für den Güterverkehr, TER und Transilien der SNCF aufgeteilt.
Ab 2006 wurden die Lokomotiven dieser Baureihe ausgemustert, darunter auch die für Fret SNCF eingesetzten. Sie wurden durch Lokomotiven der Baureihe BB 27000 ersetzt. Das Einsatzgebiet der BB 25500 änderte sich wie folgt:
- Fret: Ligne de Grande Ceinture (Heimat-Betriebswerk Achères) ;
- TER: Dijon, Vénissieux (Lyon), Marseille, Rennes, Lens ;
- Transilien (Lokomotiven BB 25571, 25574, 25585, 25596 bis 25613 und 25616). Sie verkehren mit VB 2N.

Seit dem Fahrplanwechsel im Jahr 2006 fahren diese Lokomotiven mit Rames Inox Omnibus (RIO) zwischen Frankreich und der Schweiz, auf dem Streckenabschnitt Genf–La Plaine–Bellegarde. Im Dezember 2008 wurde dieser Verkehr durch zwei weitere RIO verstärkt, zu diesem Zweck war eine zusätzliche BB 25500 notwendig.
Außerdem wurde eine Lokomotive dieser Baureihe von SBB Cargo gemietet, um Güterzüge zwischen Genf und La Praille/Vernier-Meyrin zu befördern.
Seit dem Winterfahrplan 2009/2010 werden die BB 25500 für den TER Nord-Pas-de-Calais eingesetzt. Dort ersetzten sie die BB 16500. Letztere waren dann nun nur noch beim TER Picardie im Einsatz.
2015 waren noch etwa 60 Lokomotiven im Einsatz.
Im Januar 2019 waren nur noch 8 Lokomotiven im Bestand der SNCF, in Strasbourg wird die letzte Stationierung der Lokomotiven sein vor der endgültigen Ausmusterung. Einsätze erfolgen noch im Nahverkehr auf den Linien Strasbourg – Saverne (- Sarrebourg) sowie Strasbourg – Sélestat.
Zum Fahrplanwechsel am 13. Dezember 2020 endete der planmäßige Einsatz von BB 25500 für TER in Strasbourg. Die beiden letzten Lokomotiven 25673 und 25679 waren im Januar 2021 ausgemustert.

## Technik
Die Zweisystemlokomotive BB 25500 gehört zur Lokfamilie BB Alsthom, die in den 1960er Jahren entwickelt wurde. Charakteristisch für diese Familie ist der gemeinsame mechanische Teil, bestehend aus einem kurzen Lokkasten mit geraden Stirnwänden und den beiden Einmotor-Drehgestellen. Die Lokomotiven 25588 bis 25694 hatten gegenüber den 25500 bis 25588 einen längeren Lokkasten mit größeren Führerständen, weshalb diese Variante als grande cabine ‚großer Führerstand‘ bezeichnet wurde. Das im Stillstand schaltbare Getriebe ermöglichte den Einsatz sowohl im Personen- als auch im Güterverkehr. Die Höchstgeschwindigkeit im Personenverkehr betrug 140 km/h. Der kurze Achsstand der Drehgestelle führte jedoch bei höheren Geschwindigkeiten zu einem unruhigen Lauf, weshalb die Lokomotiven den Spitznamen Danseuses ‚Tänzerinnen‘ erhielten und bald vom Fernverkehr in den Regional- und Güterverkehr abwanderten. Alle im Personenverkehr (TER) eingesetzten BB 25500 verfügten über eine Wendezugsteuerung.

## Erhaltene Lokomotiven
Die folgenden Lokomotiven sind erhalten:
- 25609 im Eisenbahnmuseum Mulhouse ausgestellt
- 25639 im Besitz der Association pour la Préservation de la CC 6570 (APCC 6570) in Avignon[7]
- 25660 erhalten in der Originalfarbgebung im Besitz der APCC 6570
- 25673 im Besitz der Association de Sauvegarde d'une Locomotive de type BB 25500 (AS BB25500) in Besançon[8]
- 25679 im Besitz der AS BB25500 als Ersatzteilspender[9]

## Einsatz in Rumänien

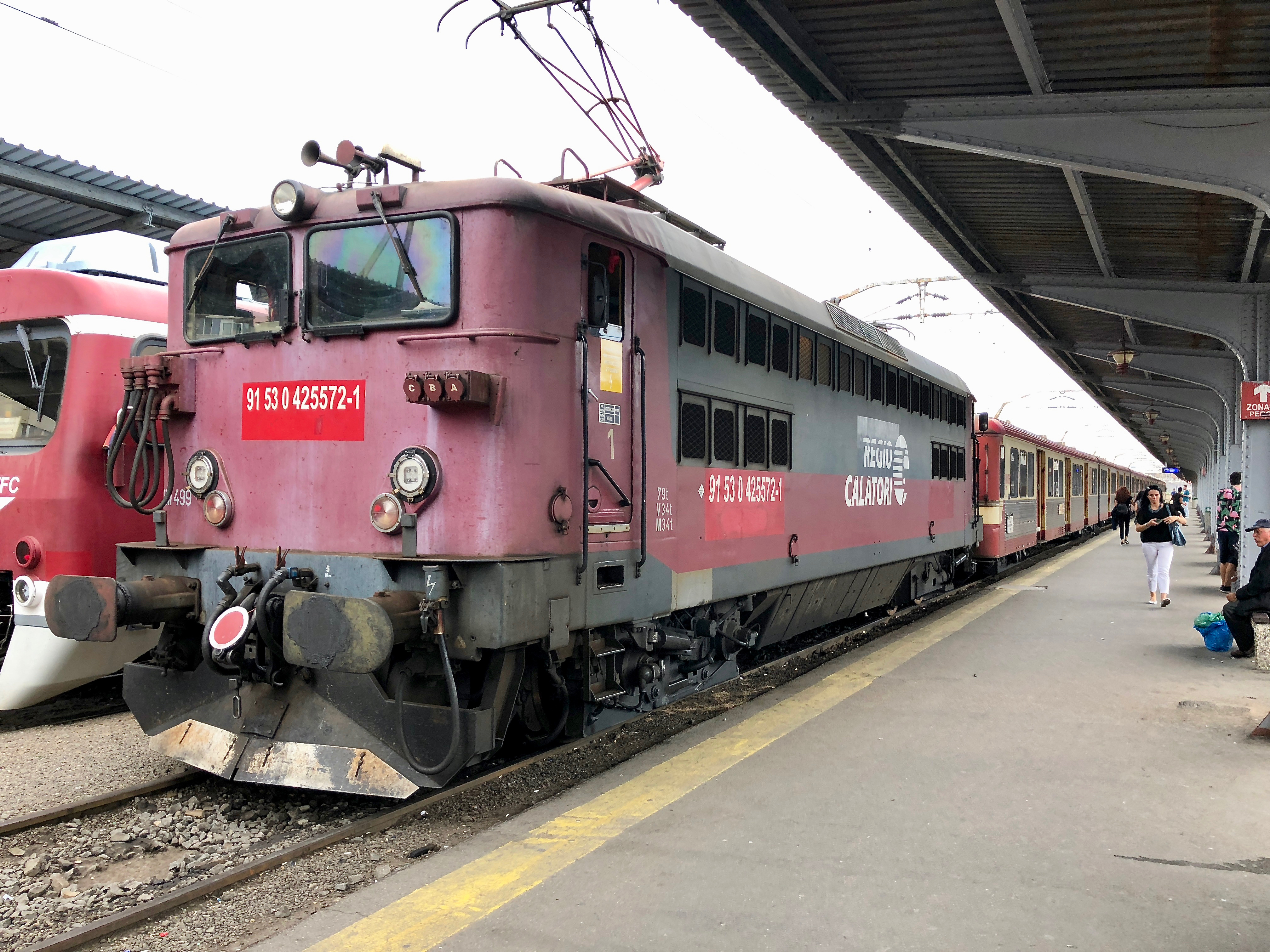
Die 425 572-1 der Regio Călători ist die ehemalige SNCF BB 25572

Einige Lokomotiven wurden an das rumänische EVU Regiotrans, ab 2017 als Regio Călători, verkauft. Die Lokomotiven trugen bei der SNCF die Nummern BB 25507, 25517, 25518, 25523, 25524, 25528, 25536, 25544, 25558, 25570, 25572, 25576 und 25581. In Rumänien tragen die Lokomotiven die Baureihenbezeichnung 425, die sich aus den ersten drei Ziffern einer sechsstelligen Nummer zusammensetzt, die aus der ursprünglichen Nummer mit einer vorangestellten 4 entstand. Die Lokomotiven verkehren mit Rames Inox Omnibus (RIO) auf folgenden Strecken:
- Brașov–Bukarest–Constanța (Sommer)
- Brașov–Bukarest–Craiova (Winter)
- Brașov–Alba Iulia
- Alba Iulia–Arad
- Alba Iulia–Cugir
- Arad–Timișoara

## Modellbau
Diese Lokomotive wurde im Maßstab 1:87 von der Firma Lima unter den Nummern BB 25503 grün, BB 25554 grün, BB 25525 béton (grau), BB 25545 béton hergestellt. Jouef hat die Lokomotive BB 25531 grün und Piko unter der Nummer die BB 25559 grün hergestellt. Piko hat außerdem im Maßstab 1:160 die BB 25500 mit langen und kurzen Führerständen nachgebildet.

## Bilder

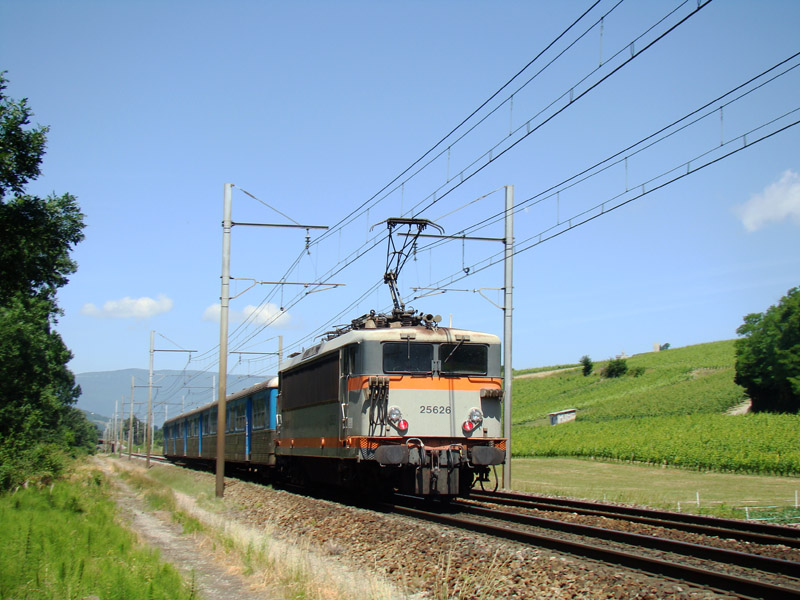
Die BB 25626 schiebt einen RIO des TER Albertville–Chambéry
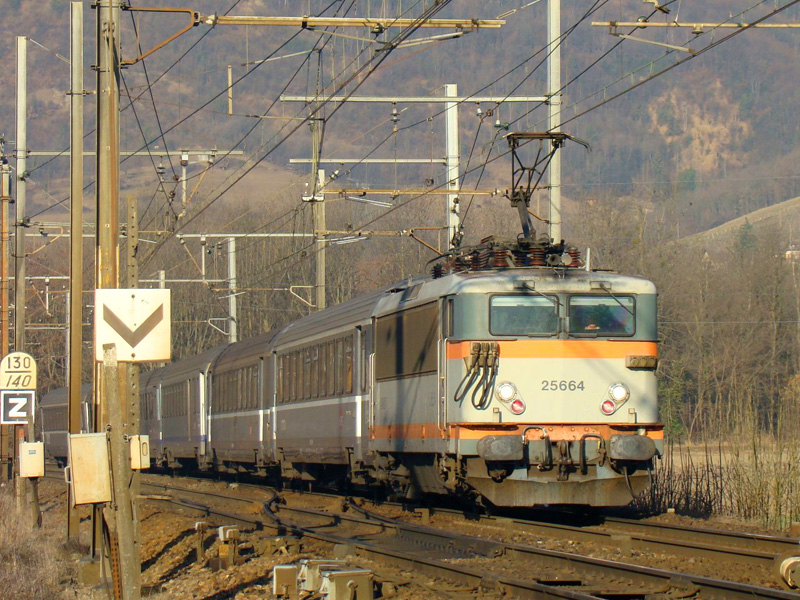
Die BB 25664 ala Zuglok für einen TER Chambéry–Albertville
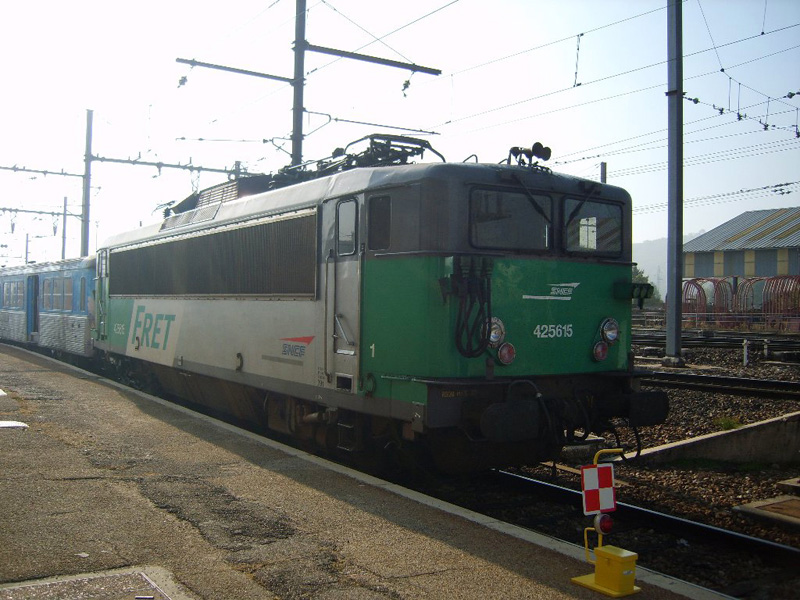
Die BB 25615 in der FRET Lackierung in Ambérieu
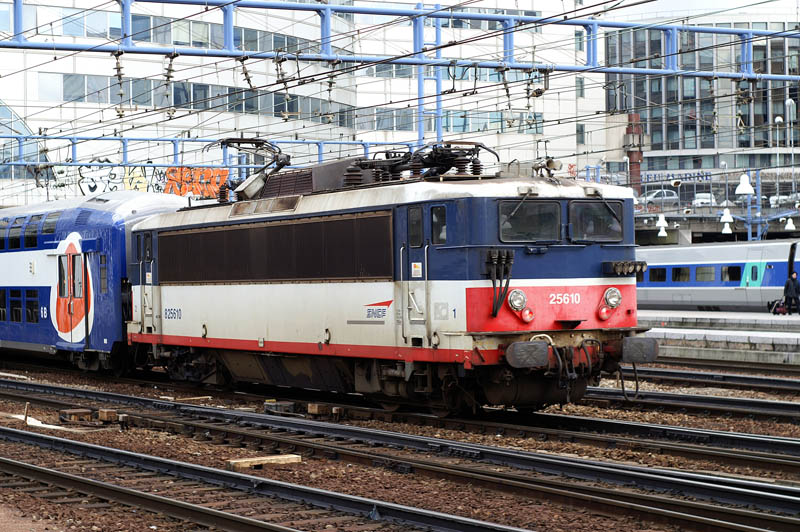
Die BB 25610 verlässt den Bahnhof Paris-Montparnasse
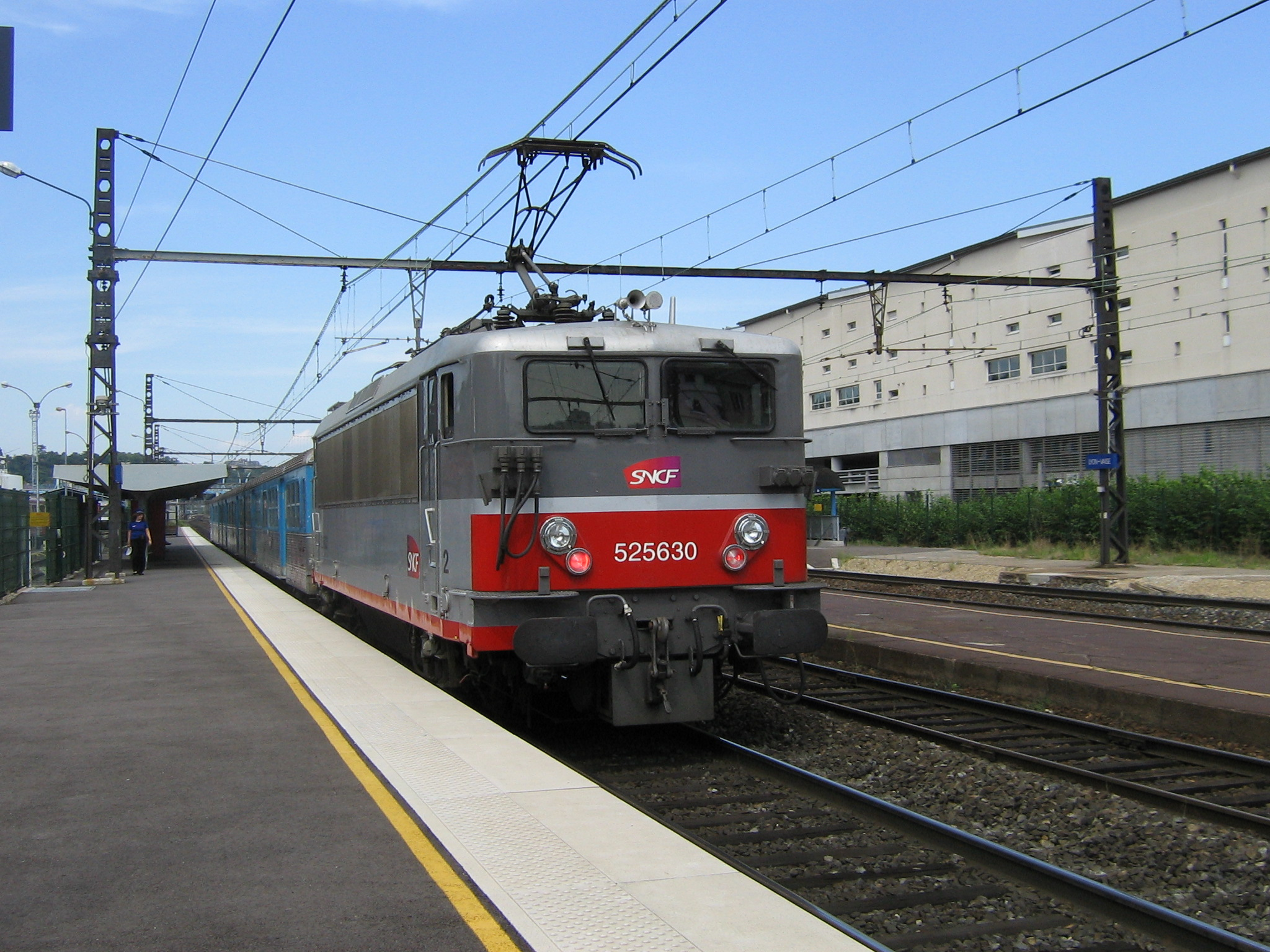
BB 25630 in der Multiservice-Lackierung in Lyon Vaise